# Massey Hall

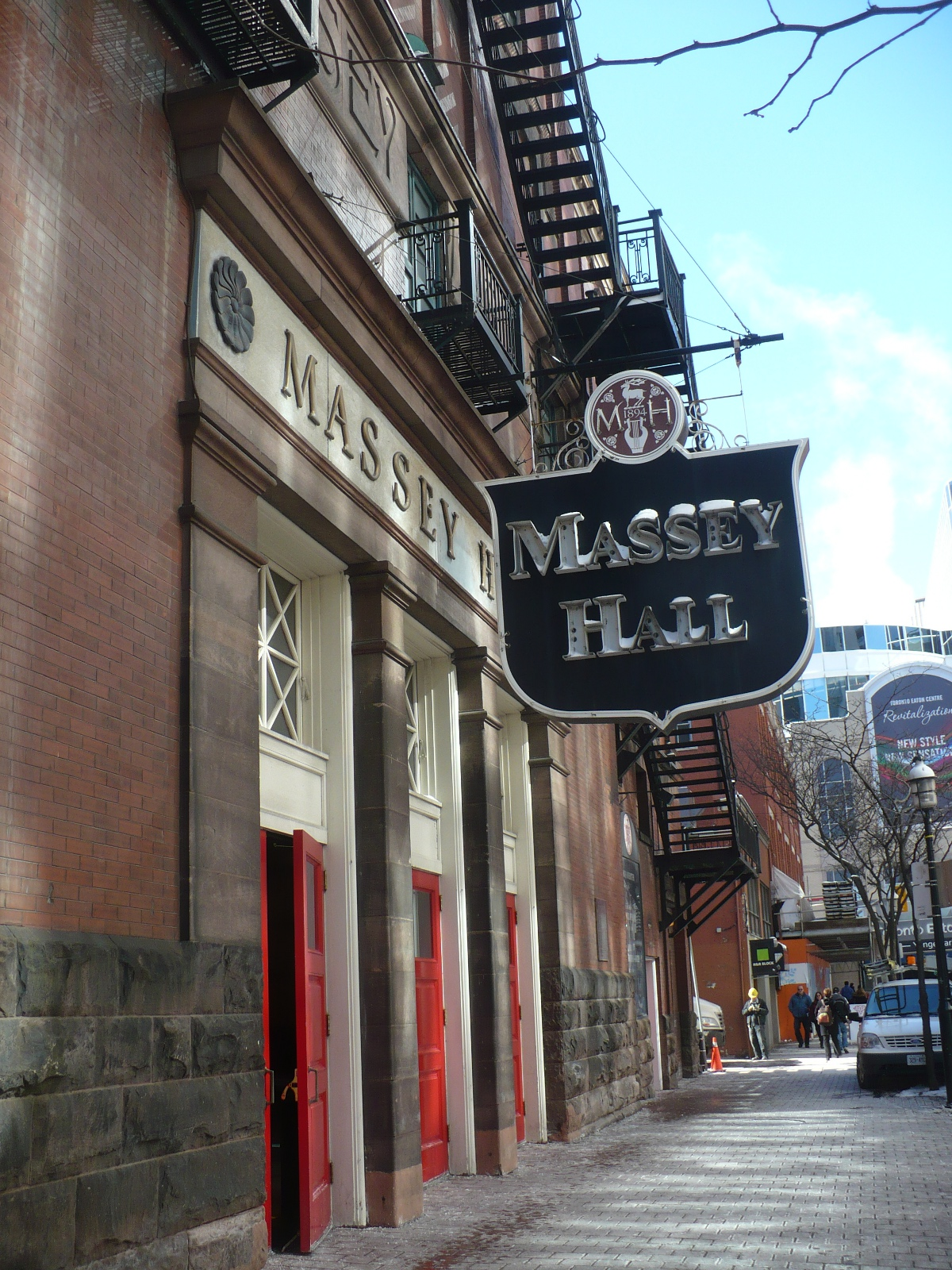
Entrée du Massey Hall en 2011

Massey Hall est un théâtre et salle de concert construit en 1894 et situé dans le Garden District (en) (sur Victoria Street) à Toronto.

## Édifice
Le Massey Hall a été construit en 1894. Renommé pour la qualité de son acoustique, la salle de concert a été reconnu lieu historique national du Canada en 1981. Produit de l'architecte S.R. Badgley sous la supervision de G.M. Miller, selon le style palladien, l'édifice est protégé par la partie IV de la Loi sur le patrimoine de l'Ontario depuis 1975,.
La salle disposait initialement de 3 500 places, mais après des rénovations dans les années 1940, il n'en compte plus que 2 765.

## Équipement
Durant la première moitié du 20e siècle, le Massey Hall est doté d'un piano de concert Heintzman.

## Résidence
L'Orchestre symphonique de Toronto s'y est produit depuis sa création en 1922 jusqu'en 1982.

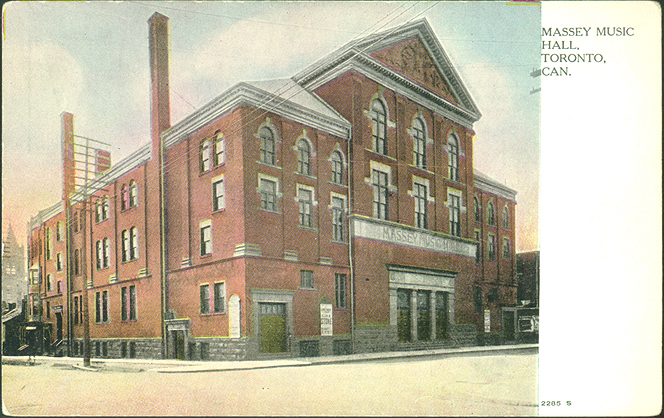
Massey Hall vers 1910

## Concerts et artistes
Sergueï Rachmaninov et George Gershwin se sont produits au Massey Hall.

## Concerts enregistrés
- Jazz at Massey Hall en 1953, Dizzy Gillespie, Charlie Parker, Bud Powell, Charles Mingus, et Max Roach.
- Live at Massey Hall 1971 de Neil Young
- Une partie de The Great Deceiver de King Crimson
- All the World's a Stage du groupe Rush en 1976
- Directions in Music: Live At Massey Hall., DVD Live d'Herbie Hancock en 2002